# Plaxomicrus oberthuri
Plaxomicrus oberthuri là một loài bọ cánh cứng trong họ Cerambycidae.